# Tour Ariane
 La Tour Ariane (precedentemente nota come tour Générale tra il 1973 e il 1995) è un grattacielo ad uso commerciale situato a La Défense, il quartiere degli affari francese, nel comune di Puteaux, alla periferia ovest di Parigi, in Francia.
Completato nel 1975, appartiene alla seconda generazione di grattacieli di La Défense. La torre alta 152 metri ha 36 piani. Nonostante un design molto convenzionale, la torre offre un rivestimento interessante e originale. L'ingresso alla torre fu modificato negli anni '90 e l'edificio è tuttora in fase di ristrutturazione.
La torre è di proprietà di GIC Private Limited, che ha acquisito la torre da Unibail-Rodamco-Westfield per circa € 465 milioni nell'ottobre 2018.
Il 27 marzo 2014, il 52enne arrampicatore francese e scalatore urbano Alain Robert, noto anche come "l'Uomo ragno francese", ha scalato la famosa torre in 45 minuti. Gli spettatori e la polizia si sono riuniti per osservare la sua scalata. Fu arrestato dalla polizia e successivamente rilasciato senza essere accusato di nessun reato.